# NGC 84
NGC 84 (PGC 3325897) es una estrella de la constelación de Andrómeda. Fue grabado el 14 de noviembre de 1884 por Guillaume Bigourdan. Está situado cerca del ecuador celeste, lo que lo hace al menos parcialmente visible en el cielo, desde ambos hemisferios, en determinadas épocas del año. Suele confundirse con PGC 1384.
NGC 84 se muestra como PGC 1384 en Wikisky. 